# Brachyponera chinensis
Brachyponera chinensis, la formiga agulla asiàtica, és una espècie de formiga de la subfamília dels ponerins (Ponerinae). És nativa de l'est d’Àsia (incloent la Xina, Taiwan, la Península de Corea i el Japó).

## Espècie invasora
Va ser introduïda també als Estats Units d’Amèrica durant el 1930s, on s'ha estès ràpidament, principalment per l'est del país i s'ha convertit en una plaga tan en hàbitats urbans com naturals, incloent boscos primaris. També s'ha introduït a Rússia i Geòrgia al llarg de la costa est del mar Negre, així com al nord de Nova Zelanda. Recentment s'ha detectat la seva presència a Nàpols, Itàlia. Es considera una espècie invasiva potencialment perillosa pels seus impactes en la biodiversitat local, com també per poder representar una amenaça per la salut humana, ja que les seves picades poden provocar en alguns casos reaccions anafilàctiques.